# ABEC

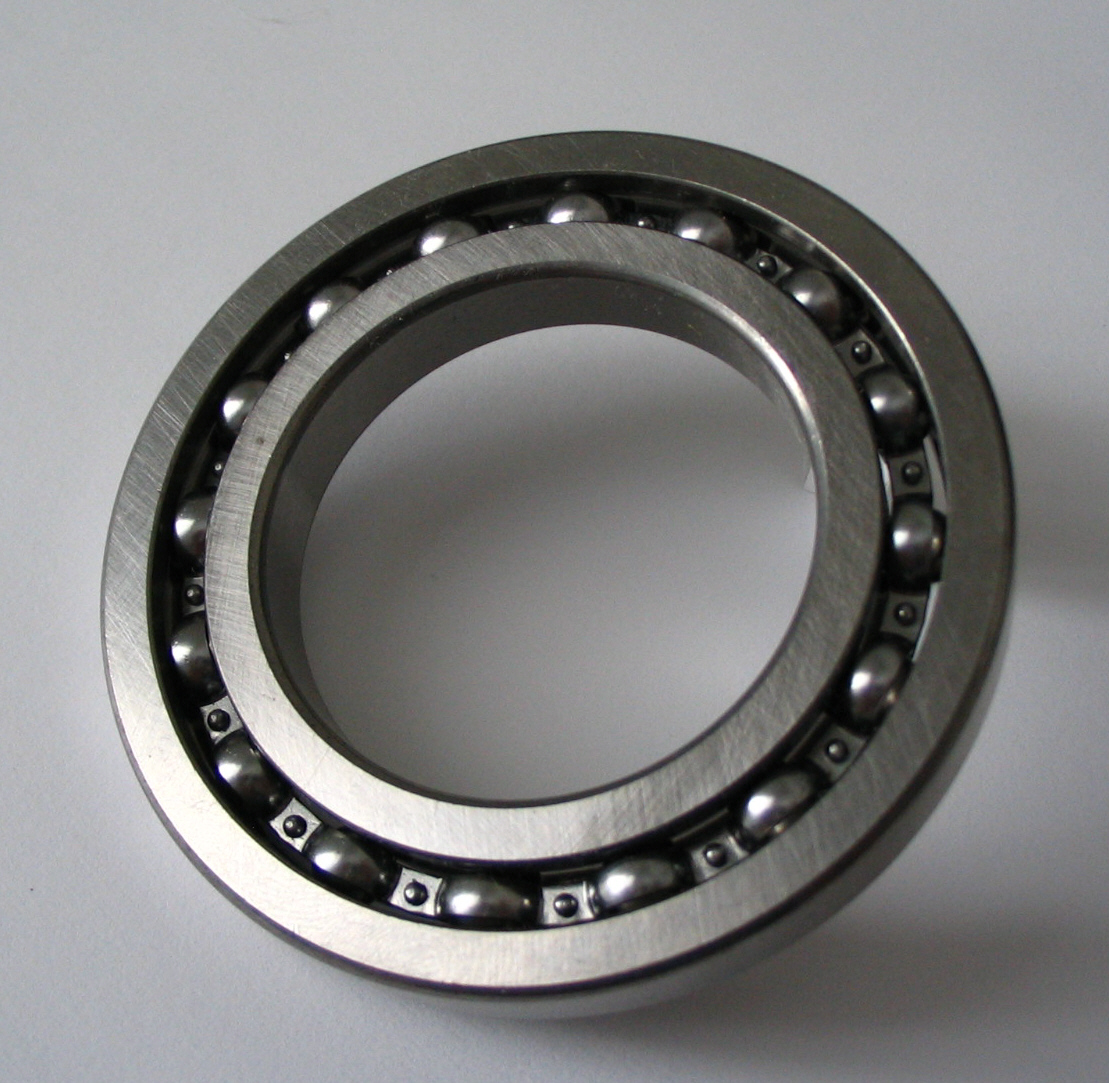

ABEC, står för Annular Bearing Engineering Council, som är en standard för att definiera toleransen och precisionen hos kullager. Toleransen hos ett kullager beror på hur mycket precisionen, utifrån ett absolut mått, kan variera vid tillverkningen.
Kullager som graderas med ABEC-systemet kallas oftast för "precisionskullager" och de graderas på en skala med talen 1, 3, 5, 7 och 9. Ju högre tal, desto större standardprecision. Det finns inga krav för vilket material kullagret ska vara gjort av. Kullagren behöver bara vara gjorda för en viss grad av precision.
De flesta maskiner och saker behöver egentligen bara vara graderade till 1 eller 3 medan vissa maskiner behöver kullager graderade 5, 7 och 9 för hög precision, som till exempel vissa maskindelar och vindkraftverk.
Ett vanligt förekommande missförstånd är att med en högre ABEC klassning rullar kullagret lättare på till exempel en skateboard eller ett par rullskridskor.
| ABMA/ANSI Std. 20 | ISO 492 | DIN 620 | JIS B 1514       |
| ----------------- | ------- | ------- | ---------------- |
| ABEC 1            | normal  | P0      | klass 0 klass 6X |
| ABEC 3            | klass 6 | P6      | klass 6          |
| ABEC 5            | klass 5 | P5      | klass 5          |
| ABEC 7            | klass 4 | P4      | klass 4          |
| ABEC 9            | klass 2 | P2      | klass 2          |